# Cerro Nueve de Julio
Der Cerro Nueve de Julio (spanisch für Neunter-Juli-Hügel) ist ein Hügel an der Fallières-Küste des Grahamlands auf der Antarktischen Halbinsel. Er ragt unmittelbar östlich des Mount Lupa zwischen dem Romulus-Gletscher und dem Martin-Gletscher in einer Entfernung von 8 km östlich des Kopfendes der Rymill Bay auf.
Argentinische Wissenschaftler benannten ihn nach dem 9. Juli 1816, dem argentinischen Unabhängigkeitstag.